# Bardhyl Mahmuti
Bardhyl Mahmuti (født 1960) er en kosovo-albansk politiker og leder af partiet Albansk Demokratisk Union, der blev dannet i 2007.
Bardhyl Mahmuti var medlem af partisanbevægelsen UÇK under Kosovo-krigen i slutningen af 1990'erne og en del af bevægelsens politiske ledelse, og da partiet PDK blev dannet oven på denne bevægelse, blev han medlem af det. Han brød ud af PDK i 2007 for at danne Albansk Demokratisk Union.